# Vänster–höger-skalan

Sittplatserna i Europaparlamentet är fördelade partivis efter en ungefärlig vänster–höger-skala

Vänster–höger-skalan, alternativt höger–vänster-skalan, är ett sätt att kategorisera och åskådliggöra politiska uppfattningar, ideologier och partier.
Skalan är ett slags politiskt spektrum där högerpolitik och vänsterpolitik föreställs som idealiserade motpoler. Tanken är sedan att det ska gå att placera ut uppfattningar och samlingar av uppfattningar på kontinuumet mellan dem. En vanligt förekommande kritik mot uppdelningen är att åsikterna som klumpas på respektive sida av skalan saknar idémässig samhörighet vilket gjort att måttet i forskningssammanhang ofta främst används för att tala om politiska identiteter.
När begreppen myntades i Frankrike under 1780-talet betecknade vänster den förändringsvilliga, liberala grupperingen i nationalförsamlingen medan höger betecknade den mer varsamma, konservativa grupperingen. Denna uppdelning lever kvar i vissa länder såsom Danmark och Norge där de liberala partierna heter Venstre (se Venstre (Danmark), Radikale Venstre (Danmark) och Venstre (Norge)). I flera moderna modeller används vänster och höger mer allmänt som benämningar på motsättningar inom ekonomisk politik och särskilt i synen på fördelningspolitik. Dessa modeller inkorporerar ofta ytterligare en dimension såsom gal/tan eller auktoritär/libertariansk för att fånga sociala och kulturella frågor, och således kunna inkorporera exempelvis nationalistiska och gröna idéer som inte har ett naturligt hem i den tidigare skalan.

## Bakgrund
Skalan uppstod i Frankrikes nationalförsamling i samband med franska revolutionen år 1789. De radikala som ville förändra samhället mot större jämlikhet (under revolutionens inledningsfas var detta liberalerna och anhängarna av konstitutionell monarki) satt till vänster, medan de som ville bevara det gamla systemet, som innebar privilegier till vissa med hög status såsom adelsmän, satt till höger. Vid den här tidpunkten var de moderna ideologierna inte uppfunna.

## Vänster–höger-skalan i Sverige
Det svenska partisystemet är ett av världens mest endimensionella. De politiska partierna och deras väljare har kunnat placeras längs en fördelningspolitisk vänster-högerdimension där vissa partier befunnit sig nära varandra medan andra partier befunnit sig på större avstånd. Det svenska tvåblockssystemet, med ett socialdemokratiskt block till vänster och ett borgerligt till höger, har präglat väljarnas syn på partiernas positioner. Konservativa och marknadsliberala partier har betecknats som höger eller borgerliga. Sverigedemokraternas väljare har dock varit svårplacerade längs den fördelningspolitiska vänster-högerdimensionen. I de flesta fördelningspolitiska vänster-högerfrågor står de nära eller strax till höger om mitten och de har beskrivit sig själva som ett mittenparti, men både forskare och väljare betecknar trots det Sverigedemokraterna som ett tydligt högerparti. Även partier som Miljöpartiet och Feministiskt initiativ har varit mer svårplacerade på vänster-höger-skalan, men har av väljarna huvudsakligen uppfattats som till vänster på skalan.
Sedan demokratins genombrott i Sverige under 1900-talets början har vänster–höger-skalan spelat en viktig roll i svensk politik. Skiljelinjen mellan vänster och höger har historiskt ofta gått mellan socialdemokrati kontra borgerlighet, men har vid flera tillfällen sett regeringar efter andra skiljelinjer.
Mellan 85 och 95 procent av de väljare som placerar sig antingen till höger eller till vänster, röstar på motsvarande block i valen. Svenska väljares självbild är att de är åsiktsröstare, i andra hand ideologiröstare: 51 procent av väljarna anger att de i första hand åsiktsröstar, 49 procent anger att de ideologiröstar och 46 procent ser sig själva som röstare på partiernas program.

### Väljarnas identifiering
Var svenskar identifierar sig på vänster–höger-skalan har varierat över tid. Mellan 1968 och 1982 identifierade sig fler väljare som vänster än som höger. Den andel som placerade sig själv som "vänster" gick från 43 procent år 1968 till 37 procent 1982, och den andel som såg sig som "höger" varierade mellan 31 procent år 1968 och 36 procent år 1982. Under 1980-talet jämnade det ut sig mellan de två ideologiska lägren. I sju val sedan 1968 har fler identifierat sig med höger än med vänster: 1985, 1991, 1998, 2006, 2010, 2014 och 2018. I valet år 2018 såg sig 43 procent av väljarna som höger och 36 procent som vänster.

### Väljarnas uppfattning om partierna

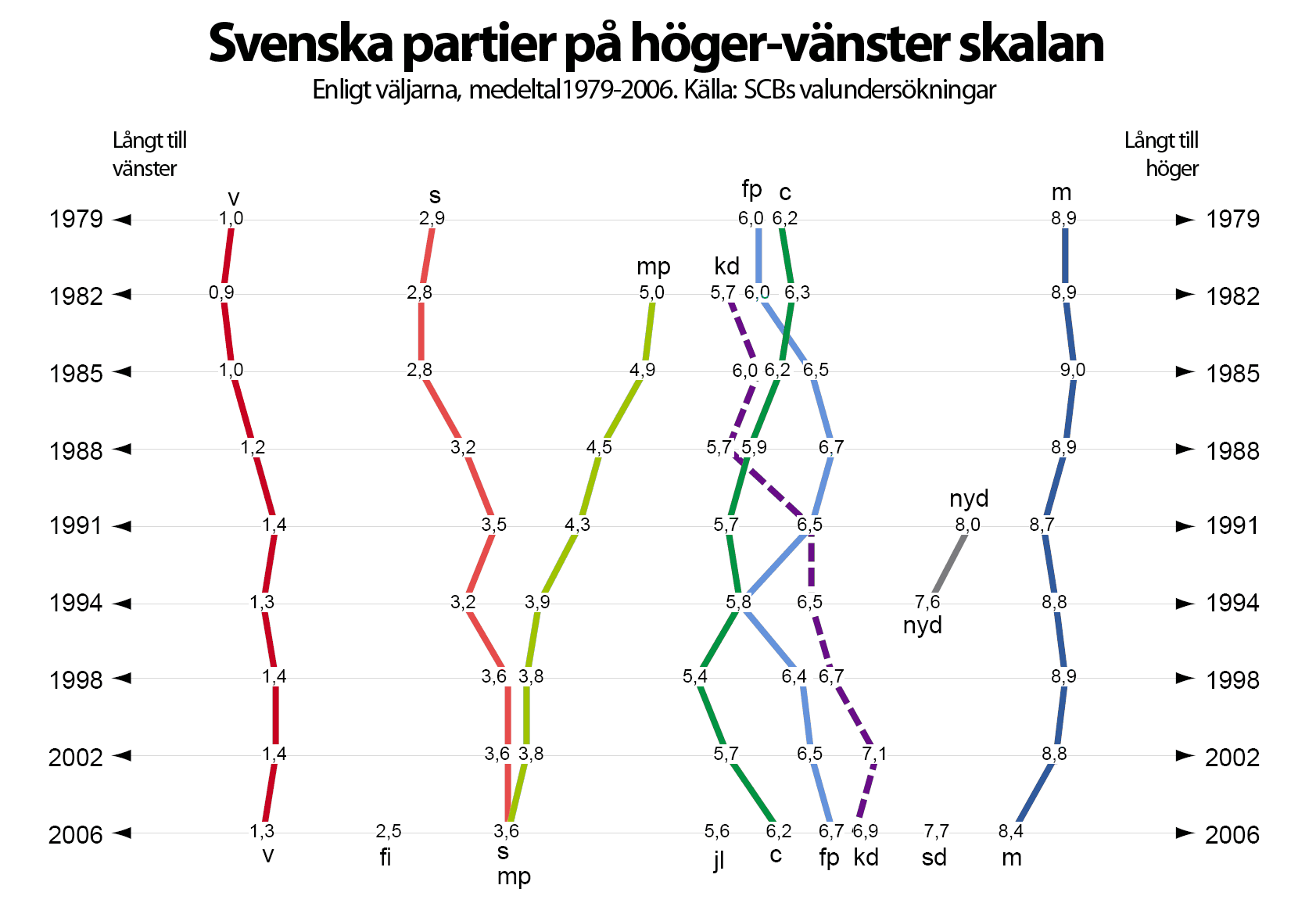
Svenska partiers placering på vänster–höger-skalan 1979–2006, enligt väljarnas bedömning (SCB:s valundersökningar).

Statistiska Centralbyrån har sedan 1979 mätt väljarnas uppfattning om riksdagspartiernas relativa placering på skalan.